# Znalostní ekonomika
Znalostní ekonomika spočívá v tvorbě přidané hodnoty na základě zúročení znalostí, nejen díky manuální výrobě, a roste v ní význam vzdělání a využití vědeckých poznatků z hlediska celkové konkurenceschopnosti země.
„Slabost nebo dokonce absolutní absence definic znalostní ekonomiky je pronikavým rysem u většiny odborné literatury zabývající se tímto tématem. Je to jedna z nepřesností, které dělají pojem „znalostní ekonomika“ spíše rétorickým, než analyticky využitelným.“

„Myšlenka společnosti vzdělání vychází z předpokladu, že základním produkčním faktorem se v současné době stává kvalifikace občanů. Jen taková společnost bude dlouhodobě úspěšná v mezinárodní soutěži, která dokáže investovat do celoživotního vzdělávání svých občanů a v tomto smyslu do rozvíjení jejich schopností. Vláda odmítá myšlenku, že by naší základní komparativní výhodou v celosvětové soutěži globalizované společnosti mohla být levná pracovní síla. Naopak, domnívá se, že můžeme prorazit efektivním využíváním kvalifikované a dobře placené pracovní síly s vysokou produktivitou práce. Sociální investice, investice do lidského kapitálu či do rozvoje lidského potenciálu vláda považuje za nejúčinnější formu vládních investic. Tuto formu, zejména v podobě investic do vzdělání, chce vyjádřit i ve svých rozpočtových prioritách tak, aby se naše společnost postupně stávala znalostní společností.“

## Znaky znalostní ekonomiky
- Vědecká spolupráce
- Středem zájmu subjektů je učení a učení se
- Kooperace a integrace původně oddělených ekonomických sektorů
- Stále rostoucí využívání informačních a komunikačních technologií (ICT)
  - Přispívá k transformování fyzicky existujících organizací do virtuálních
  - Lepší vzájemné propojení a spolupráce
- Dynamičtější tvorba cen v porovnání s klasickou ekonomikou
- Obchody realizovány v reálném čase
  - Nejsou žádné přestávky mezi jednotlivými kroky procesu
- Spolupráce organizací
- Vytváření partnerství
- Nemá pevné vymezení v ekonomice

## Motor znalostní ekonomiky
Znalostní ekonomika odpovídá celkové ekonomické struktuře (ta vyvstává z kombinací níže uvedených bodů).
1. Rostoucí znalostní intenzita ekonomických aktivit
  1. Používání informačních technologií
  2. Stále rostoucí míra technologických změn
2. Globalizace ekonomických událostí
  1. Národní a mezinárodní deregulace
  2. Telekomunikační revoluce

## Problémy českého školství
„Jaké jsou problémy českého školství? Stále největší problém českých žáků je, že dostatečně neporozumí psanému textu, což je v mezinárodním srovnání nestaví do dobrého světla. Za snížení úrovně znalostí dětí může mimo jiné také to, že učitelé musejí v rámci školské reformy více dbát na rozvoj jejich schopností a dovedností, což je nyní celoevropský trend. Více než výuce faktů se musí věnovat tomu, aby s dětmi diskutovali a učili je formulovat vlastní názor. Perspektivně bude třeba zlepšit výuku cizích jazyků, zejména angličtiny, která je hlavním jazykem tržní ekonomiky, e-learningu a mezinárodní komunikace.“